# Yankee Poodle
Yankee Poodle (vero nome Rova Barkitt) è un personaggio immaginario nell'Universo DC, un barboncino antropomorfo. Yankee Poodle è una supereroina che vive nella Terra oltredimensionale di Terra-C (ora Terra-26), una Terra alternativa popolata da animali senzienti. La sua prima comparsa fu in The New Teen Titans n. 16 (febbraio 1982).
Il nome di Rova è un gioco di parole nato dal nome della signora del gossip Rona Barrett, mentre "Yankee Poodle" è una parodia della canzone "Yankee Doodle".

## Biografia
Mentre intervistava l'attore cinematografico Byrd Rentals nella sua casa di Follywood, Rova fu colpita da un frammento di meteorite (che fu lanciato sulla Terra dal criminale Starro il Conquistatore); il risultato le diede il potere del "magnetismo animale", come fu descritto. Unendosi con Byrd (che fu trasformato da un altro frammento del suddetto meteorite), i due si unirono ad altri animali super potenziati affetti dal meteorite. Insieme, il gruppo sconfisse Starro (con l'aiuto di Superman), e decisero di formare una squadra chiamata Squadra Zoo.
Rova si ritrovò a riflettere e a valutare le sue origini Follywoodiane, così ebbe una grande pasisone per cose come l'immagine pubblica della Squadra, o di sé stessa (sia con che senza costume). Occasionalmente ebbe qualche battibecco con la sua compagna di squadra, Alley-Kat-Abra.
In Teen Titans n. 30 e 31 (dicembre 2005-gennaio 2006), Yankee Poodle e il resto della Squadra Zoo si ritrovarono in una serie di titoli con lo scopo di farne dei fumetti rientranti nella continuità corrente dell'Universo DC. A questa storia, seguirono le avventure dei compagni della Squadra Zoo in una versione più macabra ed oscura della Terra-C, facendo da parodia i recenti fumetti di supereroi diretti in quella direzione. In questa storia, Yankee Poodle fu vista esporre le identità segrete dei suoi compagni di squadra, e il più delle volte lavorò come eroina singola.

### Countdown
Nella storia Captain Carrot and the Final Ark contenuta in Countdown to Final Crisis, (ottobre-dicembre 2007), la Squadra si riunì  nel mezzo di alcuni conflitti crescenti tra le creature di terra e quelle marine della nuova Terra-26 suscitati in parte da Starro.
Quindi lo incontrarono e furono ipnotizzati con la convinzione di aver perso i loro poteri. Solo Pig-Iron (chre non era presente al momento) e American Eagle (che non aveva super poteri) non furono colpiti. Quindi, Starro sommerse la Terra, rendendola inabitabile. La Squadra quindi si ritrovò con un transatlantico pieno di rifugiati trasportati via dal pianeta dalla Just'A Lotta Animals. La nave fu, però, portata sulla Terra. La Justice League vide la nave e la fece atterrare al sicuro, sebbene tutti i passeggeri, inclusa la Squadra, furono tramutati in animali non antropomorfi.

### Crisi finale
La forma antropomorfa di Yankee Poodle e i suoi poteri furono ricostituiti dal Monitor rinnegato Nix Uotan e Poodle partecipò alla battaglia decisiva in Crisi finale.

## Poteri e abilità
Yankee Poodle possiede il potere del "magnetismo animale", che consiste dell'abilità di lanciare "stelle" elettromagnetiche semi-solide colorate di blu con la mano destra per respingere gli oggetti, e generare delle "strisce" rosse e bianche con la mano sinistra così da attirare gli oggetti. Utilizzando entrambe le mani contemporaneamente, Yankee Poodle può generare delle "magnesplosioni" altamente distruttive. Può utilizzare i suoi poteri anche per viaggiare, formare delle rampe con le strisce di protezione mentre lancia le stelle dalla postazione di difesa.